# Félix Auger-Aliassime
Félix Auger-Aliassime (Montreal, 8 de agosto de 2000) é um tenista canadense.
Félix Auger-Aliassime ganhou em 2015 o título juvenil de duplas do US Open de tênis com o compatriota Denis Shapovalov. Já em julho de 2015, com apenas 14 anos, ele se tornou o mais jovem jogador a quebrar o Top 800 no ranking da ATP ao alcançar o N°. 749 mundial.

## Biografia
Auger-Aliassime nasceu em Montreal, no Canadá, mas foi criado em L'Ancienne-Lorette, um subúrbio da cidade de Québec, esta também no Canadá. Seu pai Sam Aliassime é africano de Togo e sua mãe Marie Auger é canadense da província de Quebec. Ele tem uma irmã mais velha Malika, que também joga tênis. Auger-Aliassime começou a jogar tênis aos 4 anos e treinou no clube Avantage como um membro da Académie de Ténis Herisset-Bordeleau em Quebec City. Em 2012, ele venceu o Aberto Super Auray na idade 11 a 12 anos.

## Carreira

### 2015
Em fevereiro, Auger-Aliassime ganhou o seu primeiro título de simples júnior ITF no G3 em Querétaro, no México. Uma semana depois, ele ganhou seu segundo título ITF consecutivo júnior de simples e primeiro título de duplas no G4 em Zapopan. Em março, no Challenger Banque Nationale de Drummondville, em Quebec, no Canadá, Auger-Aliassime, à época com apenas 14 anos, tornou-se no tenista mais jovem da história a qualificar-se para a chave principal de um Challenger. E para isso acontecer ele derrotou o compatriota Jack Mingjie Lin, ex-número 67 do Mundo, Chris Guccione e Fritz Wolmarans. Ele, porém, foi forçado a se retirar antes de jogar sua primeira partida rodada devido a uma tensão abdominal. Mas com os pontos ganhos, Auger-Aliassime fez mais uma vez história, pois se tornou no primeiro jogador de tênis nascido na década de 2000 a ter um ranking na ATP.
Em julho, no Challenger Banque Nationale de Granby, em Quebec, no Canadá, ele se classificou para sua segunda chave principal em Challenger com vitórias sobre o compatriota Jack Mingjie Lin, ex-número 67 do Mundo, e Jean-Yves Aubone. Na sequência, ele venceu sua rodada de abertura em dois sets sobre Andrew Whittington, tornando-se o jogador mais jovem a ganhar um jogo principal em torneio Challenger. Na rodada seguinte, ele marcou a maior vitória de sua carreira até àquela data quando venceu Darian King, de Barbados, em dois sets. Mas na partida seguinte, ele foi eliminado pelo japonês Yoshihito Nishioka em três sets nas quartas de final. Depois, Auger-Aliassime se tornou o mais jovem jogador a ingressar no Top 800 no ranking da ATP ao alcançar o N°. 749. No final de agosto, ganhou seu primeiro título júnior G1 com uma vitória sobre o compatriota Denis Shapovalov em College Park. Em setembro, no Aberto dos EUA, primeiro torneio de Grand Slam juvenil que disputou, alcançou a segunda rodada em simples e ganhou o título de duplas com o compatriota Denis Shapovalov. Em outubro, Auger-Aliassime e os compatriotas Denis Shapovalov e Benjamin Sigouin ganharam o título juvenil da Copa Davis, o primeiro obtido pelo Canadá. Já em dezembro, no Campeonato Internacional de Tênis Eddie Herr, ele ganhou seu segundo título de simples G1 depois de derrotar o australiano Alex de Minaur na final.

## Estilo de jogo
Felix é um jogador de todo-tipo de quadra. Sua superfície preferida é o saibro. O remate favorito é seu forehand e torneio é Masters 1000 do Canadá.

## Finais significativas

### Finais de Masters 1000

#### Simplas: 1 (1 finalista)
| Resultado | Ano  | Torneio       | Superfície | Oponente      | Placar        |
| --------- | ---- | ------------- | ---------- | ------------- | ------------- |
| Derrota   | 2024 | Madri Masters | Saibro     | Andrey Rublev | 6–4, 5–7, 5–7 |

#### Duplas: 1 (1 título)
| Resultado | Ano  | Torneio       | Superfície | Parceiro       | Oponentes               | Placar                     |
| --------- | ---- | ------------- | ---------- | -------------- | ----------------------- | -------------------------- |
| Vitória   | 2020 | Paris Masters | Duro (i)   | Hubert Hurkacz | Mate Pavić Bruno Soares | 6–7(3–7), 7–6(9–7), [10–2] |

## Finais ATP Tour

### Simples: 17 (7 título, 10 vices)
| Legenda                           |
| --------------------------------- |
| Grand Slam tournaments (0–0)      |
| ATP World Tour Finals (0–0)       |
| ATP World Tour Masters 1000 (0–1) |
| ATP World Tour 500 Series (3–2)   |
| ATP World Tour 250 Series (4–7)   |

| Títulos por superfície |
| ---------------------- |
| Duro (7–5)             |
| Saibro (0–3)           |
| Grama (0–2)            |

| Títulos por configuração |
| ------------------------ |
| Outdoor (1–6)            |
| Indoor (6–4)             |

| Result  | V–D  | Data     | Torneio                           | Categoria    | Superfície | Oponente             | Placar                  |
| ------- | ---- | -------- | --------------------------------- | ------------ | ---------- | -------------------- | ----------------------- |
| Derrota | 0–1  | Fev 2019 | Rio Open, Brasil                  | 500 Series   | Saibro     | Laslo Đere           | 3–6, 5–7                |
| Derrota | 0–2  | Mai 2019 | Lyon Open, França                 | 250 Series   | Saibro     | Benoît Paire         | 4–6, 3–6                |
| Derrota | 0–3  | Jun 2019 | MercedesCup, Alemanha             | 250 Series   | Grama      | Matteo Berrettini    | 4–6, 6–7(11–13)         |
| Derrota | 0–4  | Fev 2020 | Rotterdam Open, Holanda           | 500 Series   | Duro (i)   | Gaël Monfils         | 2–6, 4–6                |
| Derrota | 0–5  | Fev 2020 | Open 13, França                   | 250 Series   | Duro (i)   | Stefanos Tsitsipas   | 3–6, 4–6                |
| Derrota | 0–6  | Out 2020 | Bett1Hulks Indoors, Alemanha      | 250 Series   | Duro (i)   | Alexander Zverev     | 3–6, 3–6                |
| Derrota | 0–7  | Fev 2021 | Murray River Open, Austrália      | 250 Series   | Duro       | Dan Evans            | 2–6, 3–6                |
| Derrota | 0–8  | Jun 2021 | Stuttgart Open, Alemanha          | 250 Series   | Grama      | Marin Čilić          | 6–7(2–7), 3–6           |
| Vitória | 1–8  | Fev 2022 | Rotterdam Open, Holanda           | 500 Series   | Duro (i)   | Stefanos Tsitsipas   | 6–4, 6–2                |
| Derrota | 1–9  | Fev 2022 | Open 13, França                   | 250 Series   | Duro (i)   | Andrey Rublev        | 5–7, 6–7(4–7)           |
| Vitória | 2–9  | Out 2022 | Firenze Open, Itália              | 250 Series   | Duro (i)   | Jeffrey John Wolf    | 6–4, 6–4                |
| Vitória | 3–9  | Out 2022 | European Open, Bélgica            | 250 Series   | Duro (i)   | Sebastian Korda      | 6–3, 6–4                |
| Vitória | 4–9  | Out 2022 | Swiss Indoors, Suíça (1/2)        | 500 Series   | Duro (i)   | Holger Rune          | 6–3, 7–5                |
| Vitória | 5–9  | Out 2023 | Swiss Indoors, Suíça (2/2)        | 500 Series   | Duro (i)   | Hubert Hurkacz       | 7–6(7–3), 7–6(7–5)      |
| Derrota | 5–10 | Mai 2024 | Madri Masters, Espanha            | Masters 1000 | Saibro     | Andrey Rublev        | 6–4, 5–7, 5–7           |
| Vitória | 6–10 | Jan 2025 | Adelaide International, Austrália | 250 Series   | Duro       | Sebastian Korda      | 6–3, 3–6, 6–1           |
| Vitória | 7–10 | Fev 2025 | Open Occitanie, França            | 250 Series   | Duro (i)   | Aleksandar Kovacevic | 6–2, 6–7(7–9), 7–6(7–2) |

### Duplas: 1 (1 título)
| Legenda                           |
| --------------------------------- |
| Grand Slam (0–0)                  |
| ATP World Tour Finals (0–0)       |
| ATP World Tour Masters 1000 (1–0) |
| ATP World Tour 500 Series (0–0)   |
| ATP World Tour 250 Series (0–0)   |

| Títulos por superfície |
| ---------------------- |
| Duro (1–0)             |
| Saibro (0–0)           |
| Grama (0–0)            |

| Títulos por configuração |
| ------------------------ |
| Outdoor (0–0)            |
| Indoor (1–0)             |

| Resultado | V–D | Data     | Torneio               | Tipo         | Superfície | Partner        | Oponentes               | Placar                     |
| --------- | --- | -------- | --------------------- | ------------ | ---------- | -------------- | ----------------------- | -------------------------- |
| Vitória   | 1–0 | Nov 2020 | Paris Masters, França | Masters 1000 | Duro (i)   | Hubert Hurkacz | Mate Pavić Bruno Soares | 6–7(3–7), 7–6(9–7), [10–2] |

## Outras finais

### Competições por equipe: 2 (1 título, 1 finalista)
| Resultado | Date     | Torneio            | Superfície | Parceiros                                                       | Oponentes                                                                                | Placar |
| --------- | -------- | ------------------ | ---------- | --------------------------------------------------------------- | ---------------------------------------------------------------------------------------- | ------ |
| Derrota   | Nov 2019 | Copa Davis, Madri  | Duro (i)   | Denis Shapovalov Vasek Pospisil Brayden Schnur                  | Rafael Nadal Roberto Bautista Agut Feliciano López Pablo Carreño Busta Marcel Granollers | 0–2    |
| Vitória   | Nov 2022 | Copa Davis, Málaga | Duro (i)   | Denis Shapovalov Vasek Pospisil Alexis Galarneau Gabriel Diallo | Alex de Minaur Jordan Thompson Thanasi Kokkinakis Max Purcell Matthew Ebden              | 2–0    |

## Finais de Grand Slam Juvenil

### Simples: 2 (1 título, 1 finalista)
| Resultado | Ano  | Torneio       | Superfície | Oponente             | Placar        |
| --------- | ---- | ------------- | ---------- | -------------------- | ------------- |
| Derrota   | 2016 | Roland Garros | Saibro     | Geoffrey Blancaneaux | 6–1, 3–6, 6–8 |
| Vitória   | 2016 | US Open       | Duro       | Miomir Kecmanović    | 6–3, 6–0      |

### Duplas: 3 (1 título, 2 finalistas)
| Resultado | Ano  | Torneio   | Superfície | Parceiro         | Oponentes                                 | Placar        |
| --------- | ---- | --------- | ---------- | ---------------- | ----------------------------------------- | ------------- |
| Vitória   | 2015 | US Open   | Duro       | Denis Shapovalov | Brandon Holt Riley Smith                  | 7–5, 7–6(7–3) |
| Derrota   | 2016 | Wimbledon | Grama      | Denis Shapovalov | Kenneth Raisma Stefanos Tsitsipas         | 6–4, 4–6, 2–6 |
| Derrota   | 2016 | US Open   | Duro       | Benjamin Sigouin | Juan Carlos Aguilar Felipe Meligeni Alves | 3–6, 6–7(4–7) |

## Recorde contra outros jogadores

### Recorde contra jogadores top 10
Recorde de Auger-Aliassime contra aqueles que já figuraram no top 10 do ranking da ATP, com os que estão em negrito já ranqueados como  No. 1.
- Grigor Dimitrov 2–0
- Gilles Simon 2–0
- Denis Shapovalov 2–2
- Stefanos Tsitsipas 2–2
- Pablo Carreño Busta 1–0
- Fabio Fognini 1–0
- Andy Murray 1–0
- Lucas Pouille 1–0
- Roberto Bautista Agut 1–1
- Ernests Gulbis 1–1
- Milos Raonic 1–1
- Matteo Berrettini 0–1
- John Isner 0–1
- Karen Khachanov 0–1
- Daniil Medvedev 0–1
- Gaël Monfils 0–1
- Rafael Nadal 0–1
- Kei Nishikori 0–1
- Diego Schwartzman 0–1
- Dominic Thiem 0–1
- Marin Čilić 0–2
- Andrey Rublev 0–2
- Alexander Zverev 0–3

* Desde 12 de fevereiro de  2021.

### Vitórias sobre top 10
- Auger-Aliassime possui um recorde de 2–13 (13.3%) contra jogadores, que no momento da partida, estavam ranqueados no top 10.

| Temporada | 2017 | 2018 | 2019 | 2020 | 2021 | Total |
| Vitórias  | 0    | 0    | 2    | 0    | 0    | 2     |

| #    | Jogador            | Ranking | Torneio                                 | Superfície | Rd | Placar   | RFAA |
| ---- | ------------------ | ------- | --------------------------------------- | ---------- | -- | -------- | ---- |
| 2019 |                    |         |                                         |            |    |          |      |
| 1.   | Stefanos Tsitsipas | No. 10  | Indian Wells Masters, Estados Unidos    | Duro       | 2R | 6–4, 6–2 | 58   |
| 2.   | Stefanos Tsitsipas | No. 6   | Queen's Club Championships, Reino Unido | Grama      | QF | 7–5, 6–2 | 21   |

* Desde 12 de fevereiro de  2021.

## Recordes
- Em março de 2015, com apenas 14 anos, Auger-Aliassime tornou-se o tenista mais jovem da história a qualificar-se para a chave principal de um torneio challenger.
- Em março de 2015, com apenas 14 anos, Auger-Aliassime se tornou no primeiro jogador de tênis nascido na década de 2000 a ter um ranking na ATP.[10]
- Em julho de 2015, com apenas 14 anos, Auger-Aliassime se tornou o mais jovem jogador de tênis a quebrar o Top 800 no ranking da ATP ao alcançar o N°. 749 mundial.[5]
- Em outubro, Auger-Aliassime e os compatriotas Denis Shapovalov e Benjamin Sigouin ganharam o título juvenil da Copa Davis, essa a primeira da história do Canadá.[14]